# 陆姓
陆姓是中文姓氏之一，在中國百家姓排第198位，2013年陆姓人口排名第60。
在廣東省三水竹洲村和國美村一帶也有陸姓。

## 起源
- 出自颛顼，《史记·楚世家》记载楚国火神吴回有儿子叫“陆终”。据甲骨文记载在商朝武丁时期的山东省汶上县一带存在陆国，但相关资料极少且几乎见不到后世记载。至周武王灭商后，陆终氏族所建立的陆国最终被鲁国所吞并，其后人以“陆”为姓[1]
- 齐宣王小儿子公子通，被封于平原郡般县陆乡，因而以此为氏。
- 出自陆浑国。春秋时期为陆浑戎人所建立之国，公元前525年被晋国所灭，亡国之后的陆浑国遗民，以国为氏，后代以“陆”为姓。[2][3]
- 出自春秋时期楚国狂士接舆，姓陆，名通，芈姓陆氏人均以他为祖先。[4]
- 出自步六孤氏，北魏孝文漢化时，北魏孝文帝詔改为陸姓[5]。
- *元朝时期，蒙古汗王阿里不哥后裔改姓陆氏。[原創研究？]
- *明建文帝後代，蘇州天官坊陸氏[原創研究？]
- 少數民族祿姓改姓。蒙古人、土族、苗族、回族有祿姓，為了進一步漢化，多改姓陸。
- 壮族多陆姓。

## 延伸阅读
[在维基数据编辑]

## 参看
- 百家姓